# Rajmund Veber
Rajmund Veber, slovenski policist, * 20. oktober 1950.

## Odlikovanja in nagrade
Leta 1992 je prejel častni znak svobode Republike Slovenije z naslednjo utemeljitvijo: »za izjemne zasluge pri obrambi svobode in uveljavljanju suverenosti Republike Slovenije«.